# Управни поступак
Управни поступак је поступак доношења управних аката. Под управним поступком подразумевају се процедурална правна правила која се примењују у вези са доношењем одлука у управним стварима.
Управни поступак уређује ЗУП (Закон о општем управном поступку), а он је општи процесни закон, његова примена почива на принципу да се правила управног поступања која он прописује имају применити увек када се решавају управне ствари, независно од тога који их субјекат решава.

## Врсте и покретање
Према ситуацијама у којим се примењује, разликују се општи управни поступак и посебан управни поступак. Општи управни поступак подразумева јединствена општа правила управног поступања у процесу доношења управних аката. Посебан управни поступак подразумева посебна правила управног поступања у процесу доношења управних аката.
Управни поступак се може покренути на два начина:
1. на захтев странке
2. по службеној дужности

у зависности од тога да ли се ради о признавању права или утврђивању обавеза.

## Начела управног поступка
Начела општег управног поступка су: начело законитости, начело заштите права грађана и заштите јавног интереса, начело ефикасности, начело истине, начело саслушања странке, начело слободне оцене доказа, начело самосталности у решавању, начело двостепености у решавању односно право на жалбу, начело правоснажности, начело економичности поступка, начело пружања помоћи странци, употреба језика и писма у поступку.

## Фазе управног поступка
Првостепени управни поступак састоји се из 5 фаза:
1. фаза покретања управног поступка
2. фаза управног поступка до доношења решења (испитни и доказни поступак)
3. фаза доношења решења
4. фаза по жалби (евентуална фаза)
5. фаза административног (принудног) извршења (евентуална фаза)

У испитном делу управног поступка се утврђују одлучне чињенице и странци се омогућава да оствари и заштити своја права и правне интересе. Постоји скраћени и посебни испитни поступак. ЗУП прописује да се у начелу води скраћени поступак, а ако не постоје услови за то водиће се као редовни. Доказни поступак је саставни део испитног поступка. Он има два традиционална начела:
1. истражно начело, доказе прикупља по службеној дужности орган који води поступак
2. страначко начело, када доказе нуди заинтересована странка.

Као доказно средство употребиће се све што је подобно за утврђивање чињеничног стања у конкретном случају. А то могу бити: исправе, репродукција копије исправе, сведоци, изјаве странке, вештаци, увиђај.
Решење је акт надлежног органа, којим је решена управна ствар која је била предмет спора.

## Жалба и другостепени поступак
Када, на завршетку првостепеног управног поступка, буде донето управно решење, отвара се редовна процесна могућност његовог преиспитивања, у другостепеном управном поступку. Долази до изражаја начело двостепености. Другостепени управни поступак бива започет и вођен на темељу изјављене жалбе на првостепено решење.
Право на жалбу има странка, јавни тужилац, јавни правобранилац, и други државни органи када је повређен јавни интерес у корист појединца или правног лица. Рок за жалбу је 15 дана, осим ако законом није другачије одређено.
Управни поступак се води ради остваривања и заштите јавних и појединачних интереса, у извршењу и границама објективног права.
Управни поступак је једностраначки поступак, имамо једну странку и орган управе.
На другостепену одлуку могуће је уложити тужбу Управном суду у року од 30 дана од дана пријема одлуке и тиме покренути управни спор.